# Sonia canadana
Sonia canadana es una especie de polilla tortrix perteneciente al género Sonia, categorizada en la tribu Eucosmini, de la subfamilia Olethreutinae. Fue descrita por James Halliday McDunnough en 1925.
La especie es válida y aceptada y aparece registrada en una sección de la publicación Can. Ent., 57, 115 de 1925.
La envergadura es de 15 mm. Los huéspedes larvales incluyen la especie Symphyotrichum novae-angliae y plantas del género Acer.

## Distribución
Se distribuye por América del Norte, en los Estados Unidos y Canadá, desde Quebec y Ontario hasta Florida y al oeste hasta Oklahoma e Illinois.